# Європейський Форум Вахау

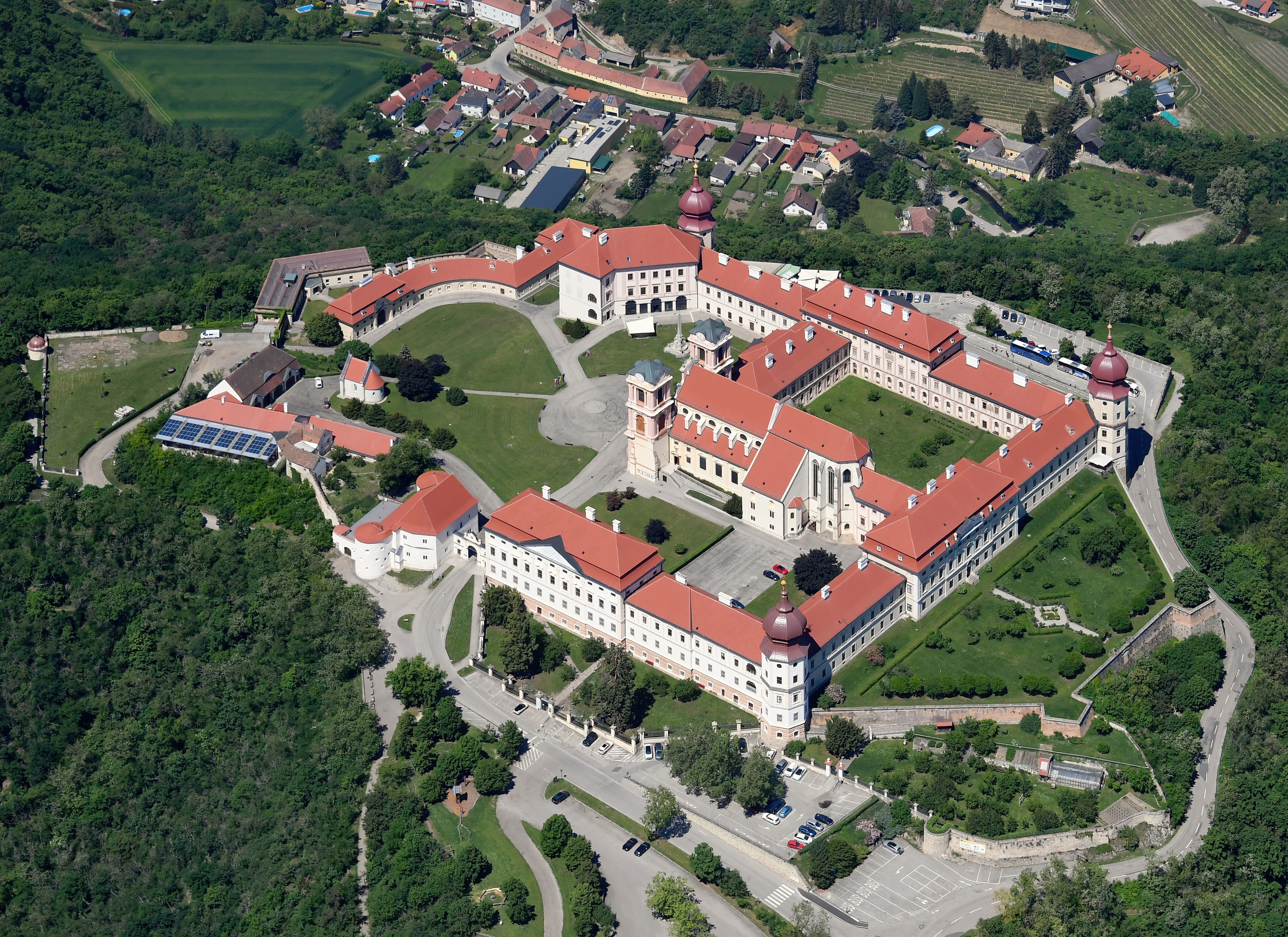
Бенедектинський монастир Ґоттвайґ, Нижня Австрія

Європейський Форум Вахау відбувається щорічно з 1995 року у бенедиктинському монастирі Ґотвайґ у Кремському районі федеративної землі Нижня Австрія. Засновниками та організаторами заходу виступають об’єднання “Європейський Форум Вахау” у співпраці з Федеральним міністерством закордонних справ Австрії разом із Управлінням уряду Нижньої Австрії. Багаторічним модератором Форуму, а також його засновником є публіцист Пауль Лендвай.

## Історія

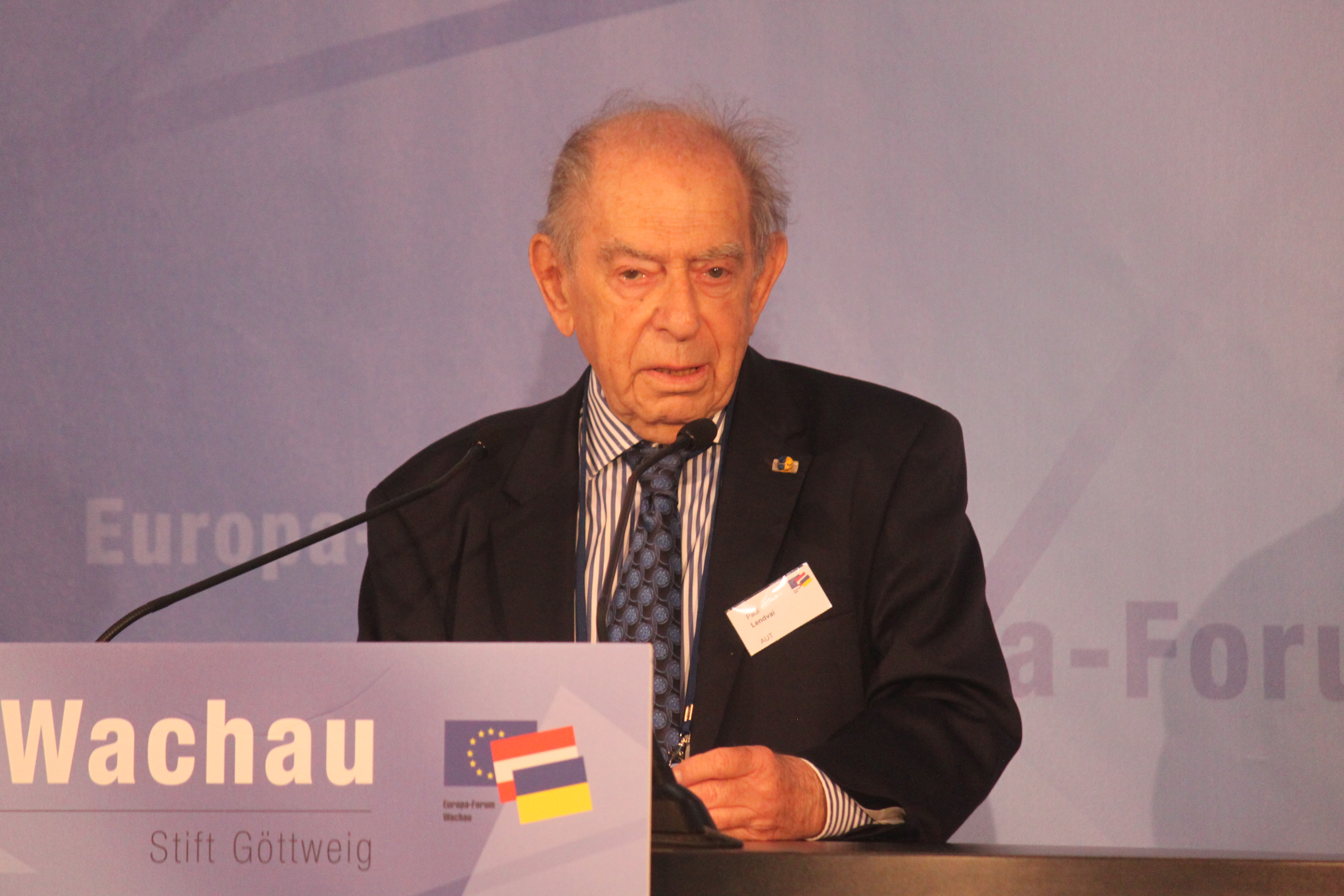
ЄФ Вахау, 2017 Пауль Лендваї

Європейський Форум Вахау був створений у 1995 році міністром закордонних справ Австрії Алоїсом Моком та обласним головою федеративної землі Нижньої Австрії Ервіном Преллом під час вступу Австрії до Європейського Союзу з наміром зміцнити близькоєвропейські відносини сусідніх країн та створити дискусійну платформу для прийняття рішень про подальше розширення Європейського Союзу.  . Форум організовується об’єднанням “Європейський Форум Вахау” у співпраці з Федеральним міністерством закордонних справ Австрії та Управлінням адміністрації Нижньої Австрії.
Основна увага приділяється розвитку регіональної політики Дунайського регіону, а також питанням безпеки, регіональному, економічному та культурному розвитку. Австрійський публіцист Пауль Лендвай є головою Форуму з першого дня його засідання у 1995 році  . Впродовж багатьох років багато відомих європейських політиків брали участь у цьому заході.

## Заснування й організація
Щорічний Європейський Форум Вахау, що бере початок з 1995 року, був заснований з метою активізації та поширення європейський цінностей серед країн Дунайського регіону. Однією з підстав його заснування стало також приєднання Австрії до Європейського Союзу після всенародного референдуму 12 червня 1994 року.
Місце проведення Форуму, а саме абатство Ґоттвайґ у Вахау, було обране свідомо, з метою підкреслити як європолітичне значення християнства, так і важливість близькості до громадян.  . Щороку цю подію організовує уряд федеративної землі Нижньої Австрії у тісній співпраці з Австрійським інститутом європейської політики та політичної безпеки, а також з навчальними закладами. Крім того, Європейський Форум Вахау підтримується різними спонсорами, серед яких є й Райффайзен, Економічною палатою Австрії та ін. .

## Перші десять років Форуму 1995 – 2004
Перша дискусія на Європейському Форумі у Вахау відбулася в бенедиктинському монастирі Ґоттвайґ у 1995 році -  рівно через шість років після падіння "залізної завіси" та возз'єднання Європи. Голова федеративної землі Нижньої Австрії Ервін Прьолл та колишній федеральний канцлер Вольфганг Шюссель щорічно брали участь у засіданнях Форуму з 1995 по 2004 рік, метою якого було сприяння процесу європейської інтеграції країн регіону. . В результаті розширення у 2004 році Європейського Союзу на десять нових країн-членів, Нижня Австрія опинилася в центрі ЄС як з політичної, так і з географічної точки зору. Це дозволило здійснити поступове зняття кордонів з сусідніми країнами, такими як Чехія та Словаччина. Це стало причиною того, що 1 травня 2004 року федеральна земля Нижньої Австрії організувала "День трьох країн" зі своїми сусідами. Новий "Європейський Союз 25" став основною темою десятого Європейського Форуму Вахау.  .

## Європейський Форум 2013 та 2014 – криза та демократія
2013

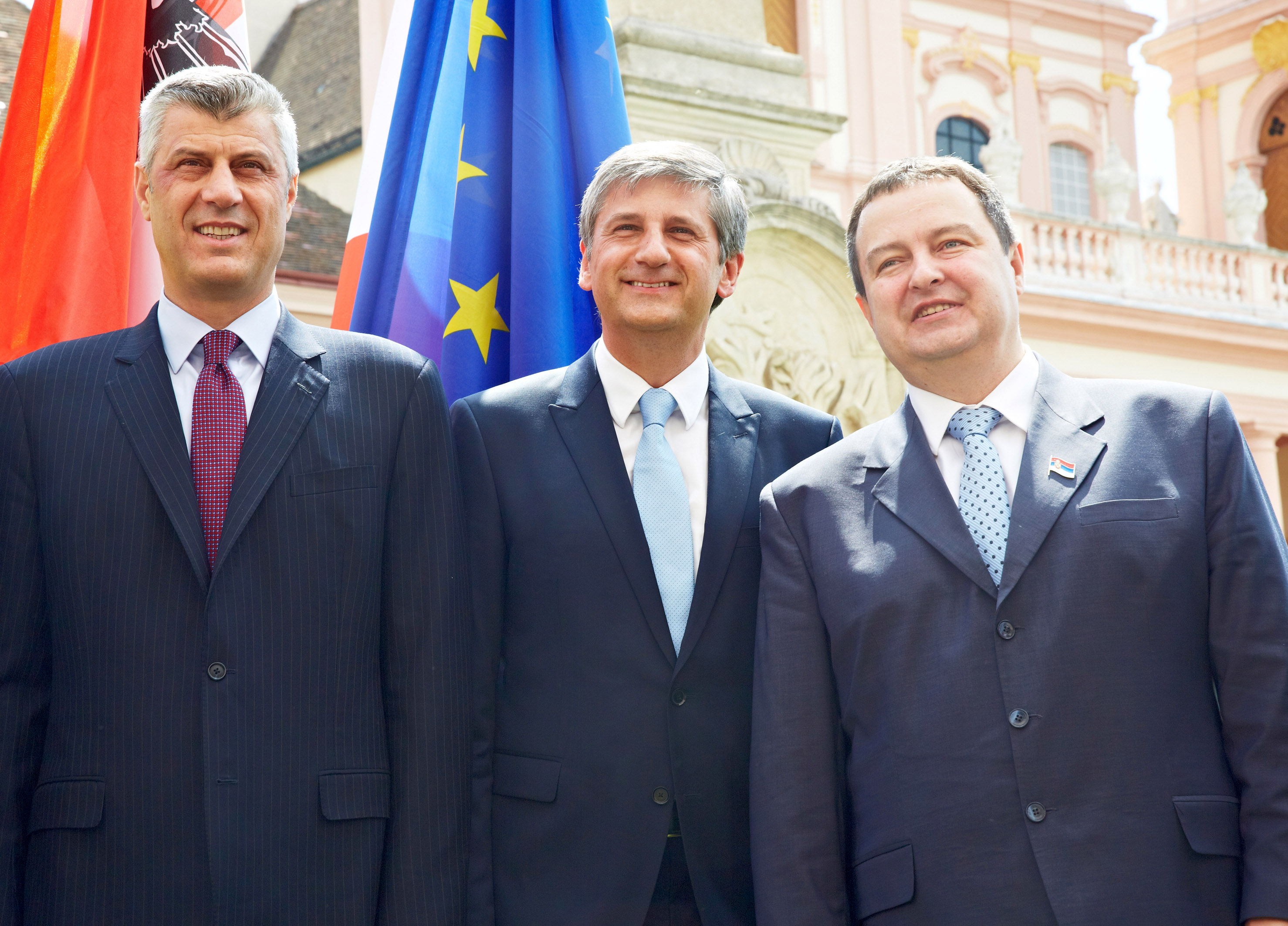
міністр закордонних справ Австрії Міхаель Шпінделеггер(посередині) разом з прем'єр міністрами Сербії Івіца Дачич ліворуч та Косово Хашим Тачі праворуч

Європейський Форум Вахау відбувся 15 і 16 червня 2013р., де йшлося про тодішню кризову ситуацію в країнах ЄС. З девізом "Понад кризою - межі нової Європи" було відкрито дискусію між кількома політиками з балканських країн, ЄС та Австрії. Особливо важливою для тодішнього форуму була зустріч двох голів урядів Сербії та Косово. Міністр закордонних справ Міхаель Шпінделеггер був відповідальним за зустріч Івіца Дачича та Хашима Тачі, зробивши значний крок до ЄС. Мігель Херц-Кестранек, Ервін Прьолл, Йоганнес Ган і Валдіс Домбровскіс також були присутніми як почесні гості і виступили з доповідями.  .
2014
17 і 18 травня 2014р. Європейський Форум Вахау відбувся під гаслом "Демократія в Європі - у нас є вибір". Основна увага дискусій у 2014 році зосереджувалася на конфлікті України з Росією та на питаннях європейської політики безпеки.  . Серед відомих гостей були присутні: Ервін Прьолл, Альфред Гузенбауер, Себастьян Курц, Йоганнес Ган та Міхаель Шпінделеггер. Прем'єр-міністр Сербії Александар Вучич скасував свій запланований візит через повінь у Сербії, натомість його представляв посол Сербії Перо Янкович. .

## Європейський Форум 2015

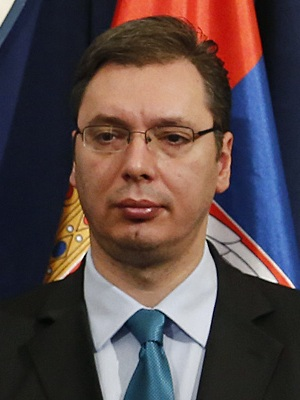
прем'єр-міністр Сербії Александар Вучич

Темою двадцятого Європейського форуму була "Чи досягає Європа своїх меж? Про роль Європи у світі”. ”. Найважливішими доповідачами на зустрічі були міністр оборони Грузії Тінатін Хідашелі, комісар ЄС Йоганнес Ган, прем'єр-міністр Сербії Александар Вучич та Райнгольд Міттерленер. . Наприкінці заходу Ервін Прьолл нагородив Пауля Лендвайя почесною статуеткою святого Леопольда за його модерацію та роботу від початку існування Форуму. Крім того, вперше в рамках цієї події була присуджена Європейська премія. .

## Європейський Форум 2016

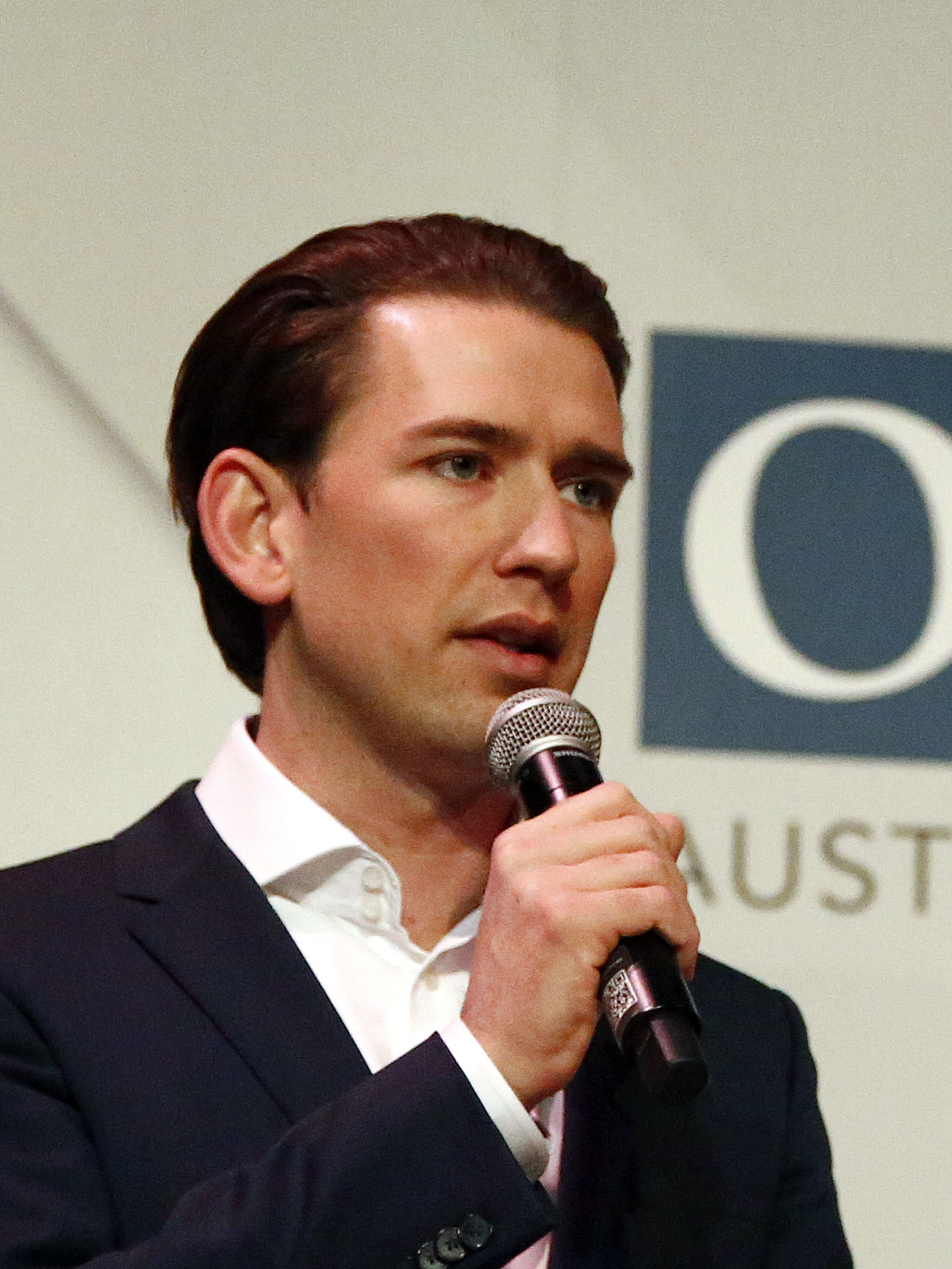
міністр закордонних справ Австрії Себастьян Курц, 2017

У 2016 році Європейський Форум Вахау відбувся з 11 по 12 червня під назвою "Європа - об'єднана в процвітання, розділена в кризі". Модератором й цього разу виступив Пауль Лендвай. Обговорення включали такі теми, як: проблеми біженців, небезпеки націоналізму та  популізму та роль Європи в економіці. . Запрошені доповідачі були представниками політичних, бізнесових, культурних та медійних кіл, серед яких також був міністр закордонних справ Австрії Себастьян Курц, голова федеративної землі Нижня Австрія Ервін Прьолл, міністр закордонних справ Болгарії Даніел Мітов та багато інших. .

## Європейський Форум 2017
Європейський Форум 2017 року відбувся під гаслом “Ближче до громадян у Європі”, робота якого зосередилася на чотирьох робочих групах, а саме: проблеми безпеки: "Глобальна стратегія ЄС: як вона може допомогти ЄС забезпечити її безпеку?", регіональні проблеми : "Європа різноманітності та субсидіарність: ефективність прийняття рішень та громадянство", економічний аспект : "Між Азією та США: як Європа може залишатись конкурентоспроможною?", та культурні проблеми: "Це все культура?" Міграція, демократія та верховенство права у відносинах напруженості ". .

## Україна на Європейському Форумі Вахау 2017

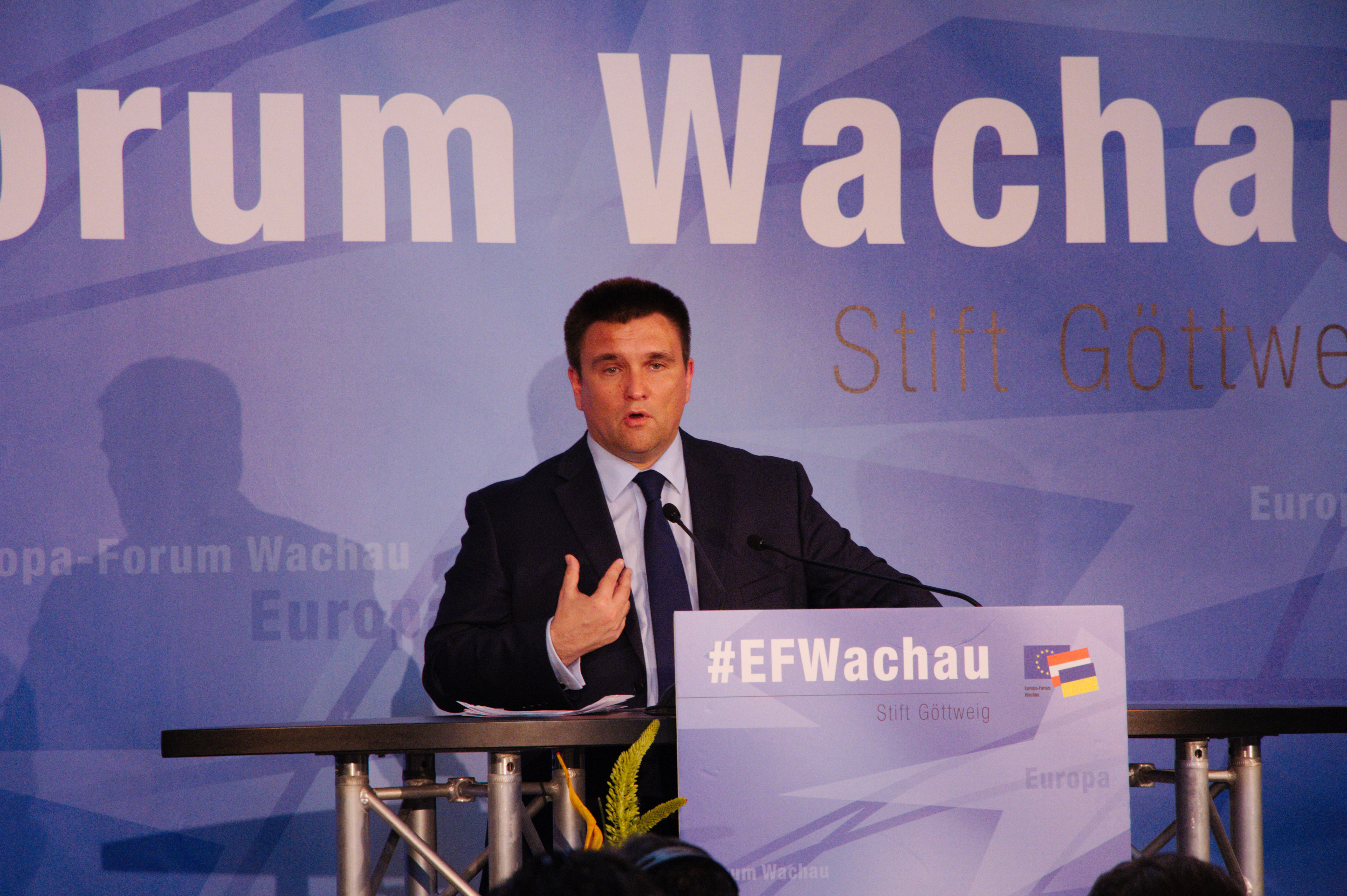
міністр закордонних справ України Павло Клімкін, ЄФВ, 2017

Цьогоріч Україну на Європейському Форумі Вахау представляв міністр закордонних справ Павло Клімкін, який у своїй доповіді 10 червня 2017 року наголосив на вагомості співпраці ЄС та України, особливо підкресливши на важливості безвізового 90-денного режиму перетину кордону з ЄС для українців як крок до налагодження культурно-економічного співробітництва. У своїй доповіді міністр наголосив також на ситуації, яка відбувається на сході України й невирішення якої коштує Україні сотні життів. Зокрема, закликав політик не забувати про воєнну ситуацію та сприяти її вирішенню.

## Вікімедія Австрія на ЄФВ 2017

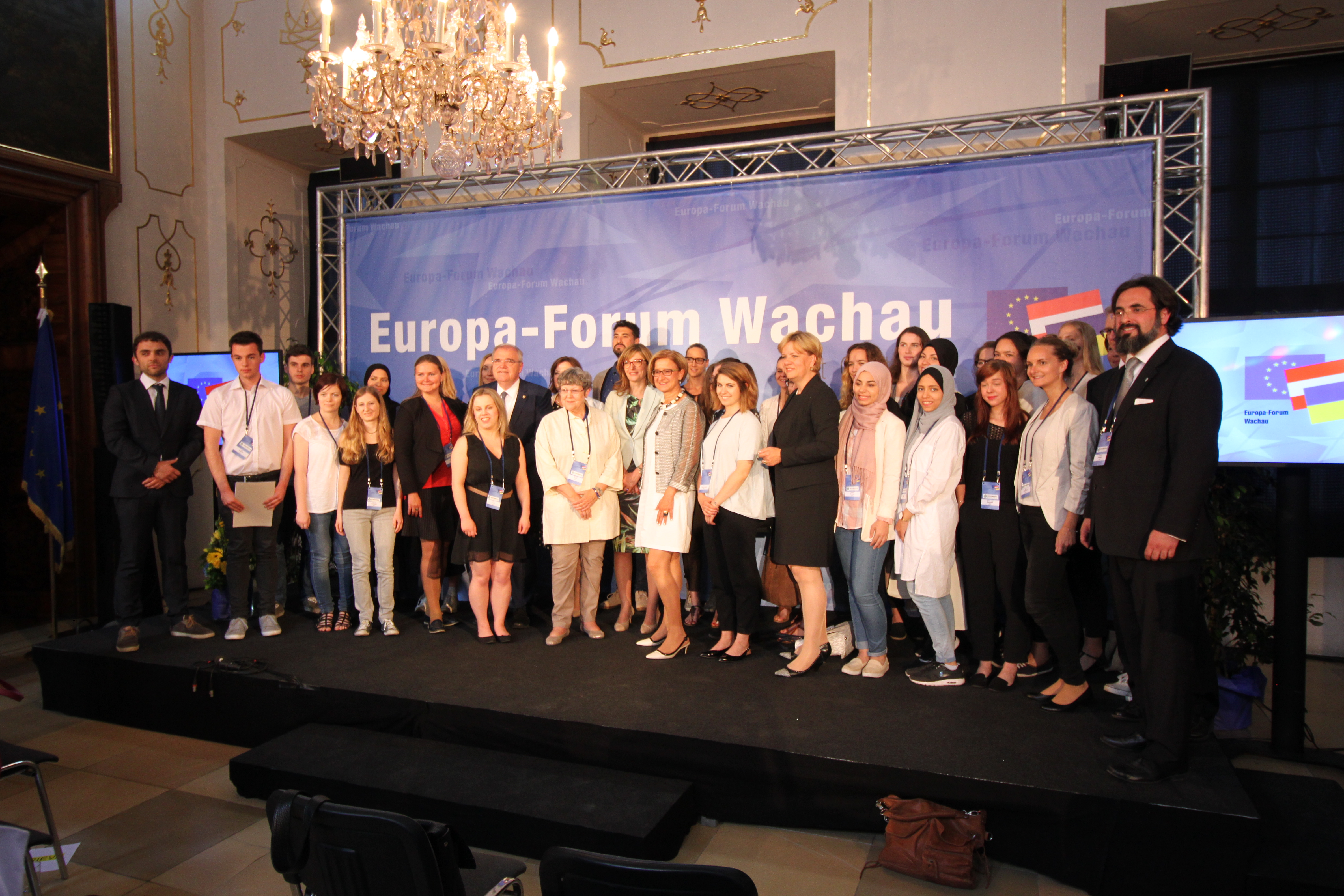
ЄФВ 2017, студенти Віденського університету та Wikiversity

Вперше у 2017 році досягнення та завдання Європейського Форуму Вахау обговорювалися на лекціях у Віденському університеті у співпраці з Вікімедією Австрія. Під час занять, а також безпосередньо після засідань дискусійних груп Форуму, у яких брали участь студенти університету, у Ґоттвайзі обговорювалися проблеми Форуму та викладення інформації в енциклопедичній формі, та її переклад іншими мовами для забезпечення поширення в інформаційному просторі. 

## Молодь на Європейському Форумі
До 10-річчя Європейського Форуму Вахау в 2004 році Йоганною Мікль-Ляйтнер, тодішня радниця з питань праці, сім’ї та соціальних проблем у федеральний землі Нижня Австрія, організувала на заході юнацький пленум. Молодь віком від 18 до 25 років була запрошена взяти участь у молодіжному пленумі  з усіх 25 країн держав-членів ЄС. Ціллю цього запрошення було заохотити молодь Європи до особистих контактів та зацікавити європейською проблематикою. 
"Поодинці ми - слова, разом - вірш. Європа не повинна залишатися словом, Європа повинна бути віршем ",- Ервін Прьолл зацитував під час відзначення річниці 15-го Європейського Форуму Вахау.
Студенти технічної школи з м. Санкт-Пельтен розробили чотири різні PR - концепції для Європейського Форуму Вахау, що стосувалися заходів та засобів масової інформації для соціальних мереж до, під час та після заходу. Зокрема, як через технічні засоби поширювати повідомлення Європейського Форуму. Деякі ідеї були прийняті та реалізовані. .

## Weblinks
- Commons: Europa-Forum Wachau – Sammlung von Bildern, Videos und Audiodateien
- http://www.europaforum.at [Архівовано 3 липня 2010 у Wayback Machine.], offizielle Webpräsenz des Europa-Forums Wachau

Göttweiger Erklärung aus dem Jahr 2010 (PDF; 59 kB)